# Fundamentalsatz der Arbitragepreistheorie
Beim Fundamentalsatz der Arbitragepreistheorie (englisch fundamental theorem of asset pricing) handelt es sich um zwei wichtige Aussagen aus der Finanzmathematik, die in zahlreichen Finanzmarktmodellen zur Bewertung von Finanzoptionen Anwendung finden. Sie stellen notwendige und hinreichende Bedingungen bereit, ob im Marktmodell Arbitragemöglichkeiten existieren und ob der Markt vollständig ist. 

## Geschichte
Die erste Version stammt von den Mathematikern J. Michael Harrison und David M. Kreps aus dem Jahre 1979. 1981 erschien eine Verallgemeinerung von Harrison und Stanley R. Pliska. 1994 erschien dann noch eine allgemeinere Version in stetiger Zeit von den Mathematikern Freddy Delbaen und Walter Schachermayer. In dieser Variante wird die Bedingung keine Arbitrage mit dem Begriff NFLVR (englisch no free lunch with vanishing risk) ersetzt.

## Aussage
Der Fundamentalsatz besteht aus zwei Teilen, die als erster und zweiter Fundamentalsatz der Arbitragepreistheorie bezeichnet werden.
- Der erste Teil besagt, dass in einem Finanzmarktmodell genau dann Arbitragefreiheit herrscht, wenn es ein zum Marktmaß {\displaystyle P} äquivalentes Martingalmaß {\displaystyle Q} gibt. Arbitragefreiheit ist dabei die Eigenschaft eines Marktes, bei dem es nicht möglich ist, risikolos einen Gewinn zu erzielen.
- Die Aussage des zweiten Fundamentalsatzes der Arbitragepreistheorie lautet, dass ein arbitragefreies Marktmodell genau dann vollständig ist, wenn genau ein äquivalentes Martingalmaß existiert.

## Bemerkungen
Aus dem Fundamentalsatz der Arbitragepreistheorie folgt, dass jeder vollständige Markt arbitragefrei ist. Ein Markt heißt dabei vollständig, wenn es möglich ist, jedes Derivat mit anderen Finanzinstrumenten replizieren zu können.
Viele in der Finanzmathematik betrachtete Marktmodelle sind arbitragefrei und vollständig, so zum Beispiel das Black-Scholes-Modell oder das Cox-Ross-Rubinstein-Modell. Allgemein ist es sinnvoll, in jedem Finanzmarktmodell zu fordern, dass dieses arbitragefrei ist, obwohl in der Realität für kurze Zeit Arbitragemöglichkeiten existieren. Da ein Finanzmarktmodell Grundlage für die risikoneutrale Bewertung von Derivaten ist, wird häufig auch Vollständigkeit gefordert.